# جيمي بريسكوت
جيمي بريسكوت (بالإنجليزية: Jimmy Prescott)‏ (2 نوفمبر 1930 في المملكة المتحدة - 14 فبراير 2011 في المملكة المتحدة) هو لاعب كرة قدم بريطاني في مركز مهاجم داخلي. لعب مع نادي ساوثبورت ونادي يورك سيتي وويغان أتلتيك.